# Gornje Ljupče
Gornje Ljupče (serbiska: Горње Љупче, albanska: Lupç i Epërm, Gurishtë, Gurishta, Lupçi i Epërm) är en ort i Kosovo. Den ligger i den norra delen av landet, 21 km norr om huvudstaden Priština. Gornje Ljupče ligger 644 meter över havet och antalet invånare är 275.
Terrängen runt Gornje Ljupče är huvudsakligen kuperad, men åt nordost är den platt. Runt Gornje Ljupče är det ganska tätbefolkat, med 222 invånare per kvadratkilometer. Närmaste större samhälle är Mitrovicë, 18,8 km väster om Gornje Ljupče. Omgivningarna runt Gornje Ljupče är en mosaik av jordbruksmark och naturlig växtlighet.